# Aquilegia barbaricina
Aquilegia barbaricina är en ranunkelväxtart som beskrevs av Pier Virgilio Arrigoni och Nardi. Aquilegia barbaricina ingår i släktet aklejor, och familjen ranunkelväxter. Inga underarter finns listade i Catalogue of Life.